# Liberate i pesci!
Liberate i pesci! è un film commedia italiano del 2000 diretto da Cristina Comencini.

## Trama
Lecce. Michele Verrio, un boss della malavita locale, decide di finanziare l'Aida di Giuseppe Verdi per l'amante Lunetta, una ex soprano. Lunetta proviene da una famiglia di megalomani aristocratici, come suo fratello Sergio, un giornalista, che ha abbandonato la città dopo che gli uomini di Verrio gli avevano fatto saltare l'auto per una sua inchiesta. Sergio è anche il primo marito di Mara. Con lei ha avuto una figlia, Sabina, che ora studia violino negli Stati Uniti. Mara si è risposata con Emilio, titolare di un autosalone, che si è rivelato marito più affidabile di Sergio e l'ha aiutata a crescere Sabina, anche se per questo è dovuto entrare in relazione "economica" con Verrio.
Quando Mara ed Emilio vanno all'aeroporto ad attendere il ritorno di Sabina, scoprono che anche il figlio di Verrio, Giovanni, studia negli Stati Uniti. I due giovani si sono conosciuti in America e si sono innamorati. Ed ora, essendo rimasta incinta, tornano insieme in Italia decisi a sposarsi.
Dopo i primi momenti di sconcerto, Verrio accusa un infarto e sente di essere in fin di vita. Volendo mostrarsi generoso, regala agli sposi i soldi di un traffico di droga, ma la affida a Emilio e Sergio. Quest'ultimo, memore del passato, ne approfitta per frugare in casa: trova un documento che rivela il covo dei trafficanti, e vuole denunciare la notizia. Verrio recupera le forze, ma non trova il documento, e va senza soldi all'incontro con i siciliani, che gli sparano, convinti di averlo ucciso. Salvato dal giubbotto antiproiettile, Verrio poco dopo dice ai familiari che per un po' dovrà sparire. Intanto Emilio dice che ha regalato al centro profughi i 300 milioni dati da Verrio, e Sergio informa che non tornerà più a Milano.

## Produzione

### Riprese
Il film è girato in Puglia, tra le città di Trani e Lecce,nel Comune di Copertino e Acaya.

## Riconoscimenti
- 2000 - Nastro d'argento
  - Candidatura Migliore attore non protagonista a Emilio Solfrizzi e Francesco Paolantoni
  - Candidatura Migliore attrice non protagonista a Lunetta Savino
  - Candidatura Migliori costumi ad Antonella Berardi